# カンティエーリ・リウニーティ・デッラドリアーティコ
カンティエーリ・リウニーティ・デッラドリアーティコ (Cantieri Riuniti dell'Adriatico) は、イタリアに存在した商用ならびに軍用の造船、船舶の推進装置や民間用としての大型ディーゼルエンジン、ボイラー、タービンおよび航空機、鉄道車両、電気機械を製造する会社である。

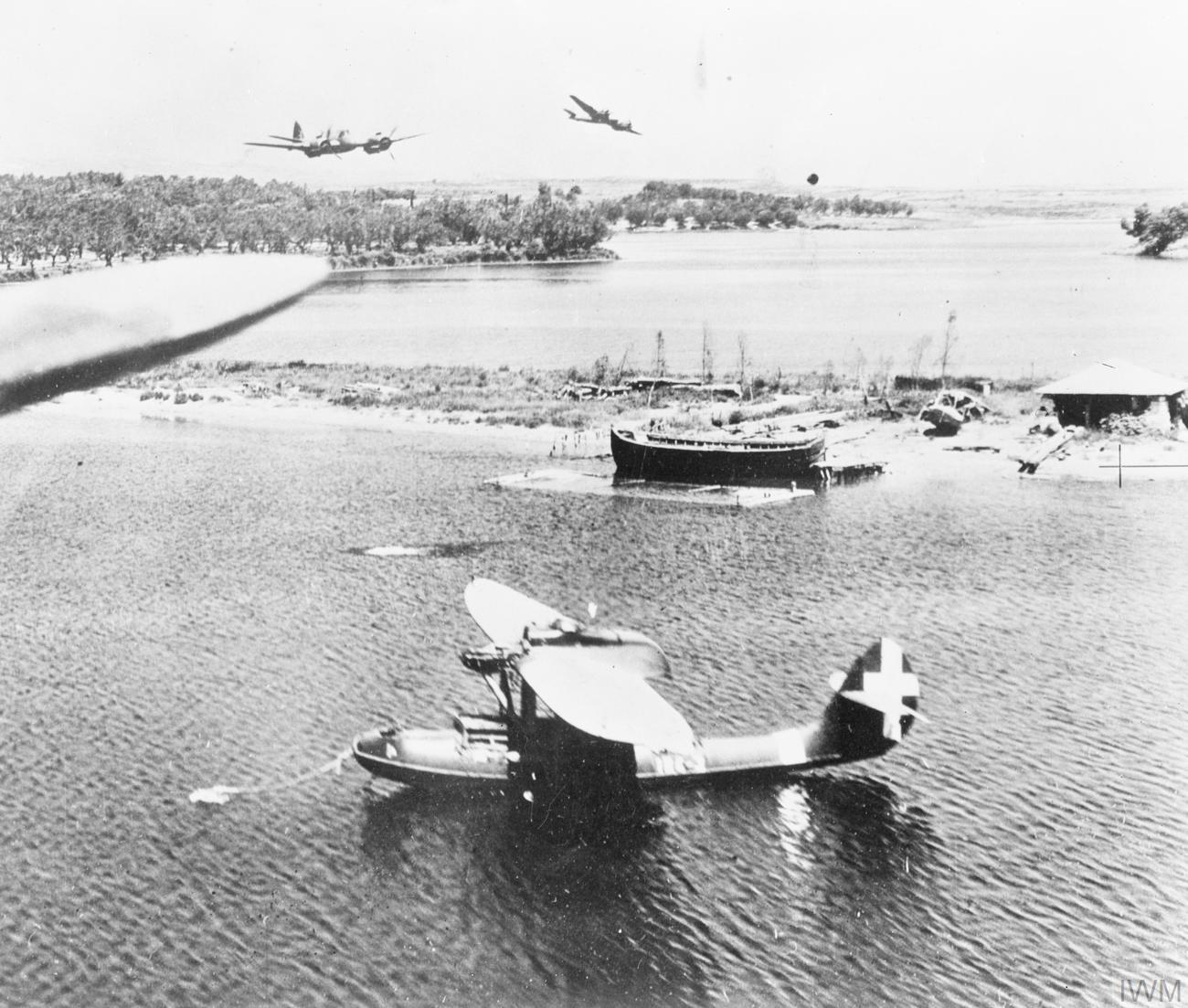
プレヴェザで撮られたカント Z501水上機

| スタブアイコン | サブスタブ | この項目は、まだ閲覧者の調べものの参照としては役立たない、企業に関連した書きかけの項目です。この項目を加筆・訂正などしてくださる協力者を求めています（PJ:経済）。 |